# 다카라즈카 가극단 34기생
다카라즈카 가극단 34기생은 1946년 (쇼와 21년)에 다카라즈카 음악학교에 입학, 다음해 1947년 (쇼와 22년)에 졸업 및 다카라즈카 가극단에 입단, 하나구미 공연 「마논 레스코오」 「봄의 춤 -세계의 꽃-」으로 초무대를 밟은 50명을 가리킨다.

## 개요
이 기수에 배우 요도 카오루, 야치구사 카오루, 모모 치토세가 입단하였다.

## 일람
| 예명            | 생일      | 출신지                  | 출신학교                   | 예명의 유래                                                    | 애칭                 | 역할 | 퇴단년도 | 비고                                                           |
| --------------- | --------- | ----------------------- | -------------------------- | -------------------------------------------------------------- | -------------------- | ---- | -------- | -------------------------------------------------------------- |
| 碧空瞳          | 4월 25일  | 오사카부 오사카시       | 이바라키고등여학교         | 언제나 맑은 벽공碧空처럼                                       | 오타마짱             |      | 1957년   |                                                                |
| 아오조라 히토미 | 4월 25일  | 오사카부 오사카시       | 이바라키고등여학교         | 언제나 맑은 벽공碧空처럼                                       | 오타마짱             |      | 1957년   |                                                                |
| 朝香美鶴        | 3월 12일  | 오사카부                |                            |                                                                | 요ー탄               |      | 1954년   |                                                                |
| 아사카 미츠루   | 3월 12일  | 오사카부                |                            |                                                                | 요ー탄               |      | 1954년   |                                                                |
| 芦影みさを      |           |                         |                            |                                                                |                      |      | 1950년   |                                                                |
| 아시카게 미사오 |           |                         |                            |                                                                |                      |      | 1950년   |                                                                |
| 芦刈京子        | 6월 20일  | 오사카부 오사카시       | 오사카요도가와여자상업학교 | 요도가와의 구절 「すれあえば津の音出だすこれぞう殿の芦刈御船」 | 오츠짱               |      | 1956년   |                                                                |
| 아시카리 쿄코   | 6월 20일  | 오사카부 오사카시       | 오사카요도가와여자상업학교 | 요도가와의 구절 「すれあえば津の音出だすこれぞう殿の芦刈御船」 | 오츠짱               |      | 1956년   |                                                                |
| 綾にしき        | 11월 20일 | 오사카부 오사카시       | 소우아이여자전문학교       | 장창 「蓬來」                                                  | 치마                 |      | 1951년   | 남편 에세이스트 후쿠다 미치지                                  |
| 아야 니시키     | 11월 20일 | 오사카부 오사카시       | 소우아이여자전문학교       | 장창 「蓬來」                                                  | 치마                 |      | 1951년   | 남편 에세이스트 후쿠다 미치지                                  |
| 安由美恵子      |           |                         |                            |                                                                |                      |      | 1950년   |                                                                |
| 아유미 케이코   |           |                         |                            |                                                                |                      |      | 1950년   |                                                                |
| 有波千鶴        |           |                         |                            |                                                                |                      |      | 1951년   | 테루오카 레이코 (照丘玲子)로 개명                              |
| 아리나미 치즈루 |           |                         |                            |                                                                |                      |      | 1951년   | 테루오카 레이코 (照丘玲子)로 개명                              |
| 稲舟月子        |           |                         |                            |                                                                |                      |      | 1951년   |                                                                |
| 이나부네 츠키코 |           |                         |                            |                                                                |                      |      | 1951년   |                                                                |
| 潮千浪          | 1월 3일   | 교토부 교토시           | 소네실업전수여학교         |                                                                | 사카구치상           |      | 1955년   |                                                                |
| 우시오 치나미   | 1월 3일   | 교토부 교토시           | 소네실업전수여학교         |                                                                | 사카구치상           |      | 1955년   |                                                                |
| 小月妙子        | 2월 6일   | 오사카부                | 쇼인고등여학교             |                                                                | 시ー짱               |      | 1952년   |                                                                |
| 오즈키 타에코   | 2월 6일   | 오사카부                | 쇼인고등여학교             |                                                                | 시ー짱               |      | 1952년   |                                                                |
| 赫夜公子        |           |                         |                            |                                                                |                      |      | 1949년   |                                                                |
| 카구야 키미코   |           |                         |                            |                                                                |                      |      | 1949년   |                                                                |
| 春日井明美      | 9월 15일  | 효고현 고베시           | 고베제1고등여학교          | 카스가 신사의 물 빼기에서 따옴                                 | 시밧짱               |      | 1957년   | 카스가이 마스미 (春日井真澄)로 개명. 남편 작곡가 카노우 코우키 |
| 카스가이 아케미 | 9월 15일  | 효고현 고베시           | 고베제1고등여학교          | 카스가 신사의 물 빼기에서 따옴                                 | 시밧짱               |      | 1957년   | 카스가이 마스미 (春日井真澄)로 개명. 남편 작곡가 카노우 코우키 |
| 加茂雅也        | 7월 23일  | 교토부 교토시           | 아마가사키시립 고등여학교  |                                                                | 마스노상             |      | 1954년   |                                                                |
| 카모 마사야     | 7월 23일  | 교토부 교토시           | 아마가사키시립 고등여학교  |                                                                | 마스노상             |      | 1954년   |                                                                |
| 京かもめ        | 1월 4일   | 교토부                  | 죠센여자상업학교           |                                                                | 니왓쵸, 닛춍         |      | 1953년   | 쿄 치즈루 (京千鶴)로 개명                                      |
| 쿄 카모메       | 1월 4일   | 교토부                  | 죠센여자상업학교           |                                                                | 니왓쵸, 닛춍         |      | 1953년   | 쿄 치즈루 (京千鶴)로 개명                                      |
| 九重千鶴        | 10월 1일  | 중국 칭다오시           | 부립토요나카고등여학교     |                                                                | 쿄ー짱, 캇파, 쿙베에 |      | 1954년   |                                                                |
| 코코노에 치즈루 | 10월 1일  | 중국 칭다오시           | 부립토요나카고등여학교     |                                                                | 쿄ー짱, 캇파, 쿙베에 |      | 1954년   |                                                                |
| 寿美子          |           |                         |                            |                                                                |                      |      | 1949년   |                                                                |
| 코토부키 요시코 |           |                         |                            |                                                                |                      |      | 1949년   |                                                                |
| 小春三千代      | 2월 6일   | 오사카부 오사카시       | 하고로모고등여학교         |                                                                | 카즈짱               |      | 1953년   |                                                                |
| 코하루 미치요   | 2월 6일   | 오사카부 오사카시       | 하고로모고등여학교         |                                                                | 카즈짱               |      | 1953년   |                                                                |
| 小百合えみ      | 12월 10일 | 효고현 다카라즈카시     |                            |                                                                |                      |      | 1951년   |                                                                |
| 사유리 에미     | 12월 10일 | 효고현 다카라즈카시     |                            |                                                                |                      |      | 1951년   |                                                                |
| 小路映子        |           |                         |                            |                                                                |                      |      | 1948년   |                                                                |
| 쇼지 에이코     |           |                         |                            |                                                                |                      |      | 1948년   |                                                                |
| 白菊一枝        |           |                         |                            |                                                                |                      |      | 1949년   |                                                                |
| 시라기쿠 카즈에 |           |                         |                            |                                                                |                      |      | 1949년   |                                                                |
| 末広松子        |           |                         |                            |                                                                |                      |      | 1948년   |                                                                |
| 스에히로 마츠코 |           |                         |                            |                                                                |                      |      | 1948년   |                                                                |
| 姿美也子        | 11월 29일 | 효고현 아마가사키시     | 소노다고등여학교           |                                                                | 토모짱               |      | 1955년   |                                                                |
| 스가타 미야코   | 11월 29일 | 효고현 아마가사키시     | 소노다고등여학교           |                                                                | 토모짱               |      | 1955년   |                                                                |
| 須波千尋        | 8월 21일  | 효고현 고베시 스마구    | 神戸山手高等女学校         | 스마의 바다                                                    | 마츠상               |      | 1957년   |                                                                |
| 스나미 치히로   | 8월 21일  | 효고현 고베시 스마구    | 神戸山手高等女学校         | 스마의 바다                                                    | 마츠상               |      | 1957년   |                                                                |
| 竹屋みゆき      | 6월 26일  | 교토부 교토시           | 교토부립 제1고등여학교     | 교토시 나카쿄구 내의 지명에서 따옴                             | 미츠코짱             |      | 1958년   | 동생 우메야 카오루 (36)                                        |
| 타케야 미유키   | 6월 26일  | 교토부 교토시           | 교토부립 제1고등여학교     | 교토시 나카쿄구 내의 지명에서 따옴                             | 미츠코짱             |      | 1958년   | 동생 우메야 카오루 (36)                                        |
| 橘晶代          | 3월 14일  | 효고현 고베시           | 이타미고등여학교           | 어머니의 가몬・타치바나 본명                                   |                      |      | 1956년   |                                                                |
| 타치바나 아키요 | 3월 14일  | 효고현 고베시           | 이타미고등여학교           | 어머니의 가몬・타치바나 본명                                   |                      |      | 1956년   |                                                                |
| 月待かなへ      |           |                         |                            |                                                                |                      |      | 1948년   | 재단 중 사망                                                   |
| 츠키지 카나에   |           |                         |                            |                                                                |                      |      | 1948년   | 재단 중 사망                                                   |
| 月乃江久美      |           |                         |                            |                                                                |                      |      | 1948년   |                                                                |
| 츠키노에 쿠미   |           |                         |                            |                                                                |                      |      | 1948년   |                                                                |
| 月笛さやか      | 3월 1일   | 효고현 니시노미야시     | 쇼인여자학원               |                                                                | 치코짱               |      | 1975년   | 미사키 아리사 (岬ありさ)로 개명. 언니 미야마 사쿠라 (30)       |
| 츠키부에 사야카 | 3월 1일   | 효고현 니시노미야시     | 쇼인여자학원               |                                                                | 치코짱               |      | 1975년   | 미사키 아리사 (岬ありさ)로 개명. 언니 미야마 사쿠라 (30)       |
| 難波津美舟      | 2월 22일  | 오사카부 오사카시       | 킨란카이고등여학교         | 만요슈                                                         |                      |      | 1954년   |                                                                |
| 나니와즈 미후네 | 2월 22일  | 오사카부 오사카시       | 킨란카이고등여학교         | 만요슈                                                         |                      |      | 1954년   |                                                                |
| 花うたげ        |           |                         |                            |                                                                |                      |      | 1949년   |                                                                |
| 하나 우타게     |           |                         |                            |                                                                |                      |      | 1949년   |                                                                |
| 花丘夏実        | 8월 13일  | 오사카부 오사카시       | 유우히가오카고등여학교     |                                                                | 오토쿠, 오토요       |      | 1955년   |                                                                |
| 하나오카 나츠미 | 8월 13일  | 오사카부 오사카시       | 유우히가오카고등여학교     |                                                                | 오토쿠, 오토요       |      | 1955년   |                                                                |
| 浜千鳥          | 3월 21일  | 오사카부 스이타시       | 세이케이고등여학교         |                                                                | 마ー짱               |      | 1958년   | 시라하마 마사미 (白濱真砂美)로 개명                            |
| 하마 치도리     | 3월 21일  | 오사카부 스이타시       | 세이케이고등여학교         |                                                                | 마ー짱               |      | 1958년   | 시라하마 마사미 (白濱真砂美)로 개명                            |
| 久松京子        |           |                         |                            |                                                                |                      |      | 1952년   |                                                                |
| 히사마츠 쿄코   |           |                         |                            |                                                                |                      |      | 1952년   |                                                                |
| 富美野里枝      | 6월 28일  | 오사카부 오사카시       |                            | 출생지・후미노사토에서 따옴                                    | 얏짱                 |      | 1951년   |                                                                |
| 후미노 리에     | 6월 28일  | 오사카부 오사카시       |                            | 출생지・후미노사토에서 따옴                                    | 얏짱                 |      | 1951년   |                                                                |
| 星耀子          | 1월 10일  | 효고현                  | 스마무츠미고등여학교       | 별처럼 언제나 빛나도록                                         | 오네코짱             |      | 1952년   |                                                                |
| 호시 요코       | 1월 10일  | 효고현                  | 스마무츠미고등여학교       | 별처럼 언제나 빛나도록                                         | 오네코짱             |      | 1952년   |                                                                |
| 三笠眞理        | 3월 3일   | 효고현 고베시           | 쇼인고등여학교             | 미카사산처럼 원만하길                                          | 오하기짱             |      | 1956년   | 미카사 히로코 (三笠比呂子)로 개명                              |
| 미카사 마리     | 3월 3일   | 효고현 고베시           | 쇼인고등여학교             | 미카사산처럼 원만하길                                          | 오하기짱             |      | 1956년   | 미카사 히로코 (三笠比呂子)로 개명                              |
| 美砂ひかる      | 3월 31일  | 아이치현                | 세토고등여학교             | 상급생의 이름을 받음                                           | 나오짱               |      | 1953년   |                                                                |
| 미스나 히카루   | 3월 31일  | 아이치현                | 세토고등여학교             | 상급생의 이름을 받음                                           | 나오짱               |      | 1953년   |                                                                |
| 三室綾子        |           |                         |                            |                                                                |                      |      | 1949년   |                                                                |
| 미무로 아야코   |           |                         |                            |                                                                |                      |      | 1949년   |                                                                |
| 深山路静香      | 6월 1일   | 효고현 다카라즈카시     | 이타미고등여학교           |                                                                | 마리짱               |      | 1952년   | 미야코 아스카 (都明日香)로 개명. 동생 야마도리 유리 (34)       |
| 미야마지 시즈카 | 6월 1일   | 효고현 다카라즈카시     | 이타미고등여학교           |                                                                | 마리짱               |      | 1952년   | 미야코 아스카 (都明日香)로 개명. 동생 야마도리 유리 (34)       |
| 三輪登起子      |           |                         |                            |                                                                |                      |      | 1949년   |                                                                |
| 미와 토키코     |           |                         |                            |                                                                |                      |      | 1949년   |                                                                |
| 紫藤子          | 1월 2일   | 교토부                  | 교토부립 제1고등여학교     | 引田一郎가 나토리나에서 명명                                   | 롱구                 |      | 1952년   | 무라구모 후지코 (紫雲富士子)로 개명                            |
| 무라사키 후지코 | 1월 2일   | 교토부                  | 교토부립 제1고등여학교     | 引田一郎가 나토리나에서 명명                                   | 롱구                 |      | 1952년   | 무라구모 후지코 (紫雲富士子)로 개명                            |
| 百ちとせ        | 1월 17일  | 교토부 교토시 카미쿄구  | 니죠고등여학교             |                                                                | 치ー짱               |      | 1952년   | 배우 아이 미치코                                               |
| 모모 치토세     | 1월 17일  | 교토부 교토시 카미쿄구  | 니죠고등여학교             |                                                                | 치ー짱               |      | 1952년   | 배우 아이 미치코                                               |
| 桃乃井香織      | 7월 6일   | 오사카부 히가시오사카시 | 쇼인고등여학교             |                                                                | 미ー짱, 미ー코       | 둘다 | 1955년   |                                                                |
| 모모노이 카오리 | 7월 6일   | 오사카부 히가시오사카시 | 쇼인고등여학교             |                                                                | 미ー짱, 미ー코       | 둘다 | 1955년   |                                                                |
| 八代洋子        | 4월 15일  | 효고현 산다시           | 신와고등여학교             | 아버지의 고향에서 따옴                                         | 하세, 요ー코         | 남역 | 1958년   | 남편 카와우치 코우한                                           |
| 야시로 요코     | 4월 15일  | 효고현 산다시           | 신와고등여학교             | 아버지의 고향에서 따옴                                         | 하세, 요ー코         | 남역 | 1958년   | 남편 카와우치 코우한                                           |
| 八千草薫        | 1월 6일   | 오사카부                | 오사카풀학원               |                                                                | 히토미짱             | 여역 | 1957년   | 배우. 남편 영화감독 타니구치 센키치                            |
| 야치구사 카오루 | 1월 6일   | 오사카부                | 오사카풀학원               |                                                                | 히토미짱             | 여역 | 1957년   | 배우. 남편 영화감독 타니구치 센키치                            |
| 大和八志穂      |           |                         |                            |                                                                | 사치                 |      | 1950년   |                                                                |
| 야마토 야시호   |           |                         |                            |                                                                | 사치                 |      | 1950년   |                                                                |
| 山鳥あけみ      | 12월 3일  | 효고현 다카라즈카시     | 이타미고등여학교           |                                                                | 히로짱               |      | 1958년   | 언니 미야마지 시즈카 (34) 야마도리 유리 (山鳥友利)로 개명      |
| 야마도리 아케미 | 12월 3일  | 효고현 다카라즈카시     | 이타미고등여학교           |                                                                | 히로짱               |      | 1958년   | 언니 미야마지 시즈카 (34) 야마도리 유리 (山鳥友利)로 개명      |
| 淀かほる        | 1월 2일   | 오사카부 오사카시       | 안지가와여학교             | 요도가와                                                       | 에스코, 노부상       | 둘다 | 1966년   |                                                                |
| 요도 카오루     | 1월 2일   | 오사카부 오사카시       | 안지가와여학교             | 요도가와                                                       | 에스코, 노부상       | 둘다 | 1966년   |                                                                |
| 若狭みどり      |           |                         |                            |                                                                |                      |      | 1950년   |                                                                |
| 와카사 미도리   |           |                         |                            |                                                                |                      |      | 1950년   |                                                                |
| 若竹笙子        | 3월 15일  | 오사카부 오사카시       | 세이유가쿠인고등여학교     |                                                                | 타ー산               |      | 1956년   | 와카타케 사에코 (若竹左恵子)로 개명. 남편 코우노 아키테루      |
| 와카타케 쇼코   | 3월 15일  | 오사카부 오사카시       | 세이유가쿠인고등여학교     |                                                                | 타ー산               |      | 1956년   | 와카타케 사에코 (若竹左恵子)로 개명. 남편 코우노 아키테루      |